# Cratere Desargues
Desargues è un cratere lunare di 84,85 km situato nella parte nord-occidentale della faccia visibile della Luna.
Il cratere è dedicato al matematico francese Girard Desargues.

## Crateri correlati
Alcuni crateri minori situati in prossimità di Desargues sono convenzionalmente identificati, sulle mappe lunari, attraverso una lettera associata al nome.
| Desargues | Coordinate            | Diametro (in km) |
| --------- | --------------------- | ---------------- |
| A         | 71°20′24″N 75°38′24″W | 14,27            |
| B         | 70°40′12″N 65°21′00″W | 48,61            |
| C         | 69°40′12″N 78°49′48″W | 10,87            |
| D         | 69°22′12″N 70°05′24″W | 11,16            |
| E         | 70°19′48″N 67°39′36″W | 31,82            |
| K         | 68°31′12″N 67°41′24″W | 9,23             |
| L         | 69°29′24″N 82°13′48″W | 12,94            |
| M         | 68°25′12″N 74°25′12″W | 27,47            |